# カールプレックスフジ
カールプレックスフジ (Curlplex Fuji) は、山梨県南都留郡山中湖村山中にあるスポーティングカナダ社が運営するカーリング専用施設。2022年現在、山梨県内で唯一の通年営業カーリング専用施設であり、シート数は2シート。

## 概要
元1992年アルベールビルオリンピックカーリング競技日本代表監督の小林宏が、日本で気軽にカーリングに親しめる文化を定着させること、山中湖をカーリングのメッカにすることなどを目的に、私財を投じて建設した施設で、2005年11月に開業した。総工費は約1億3000万円とされる。建設にあたっては、(1) 首都圏から1時間圏内である、(2) 標高1000m以上である、(3) 豊かな自然がある、(4) 氷の文化がある、の4つの条件を定め、建設地を決定している。
開業後は小林が設立したスポーティングカナダ社により管理運営が行われており、山中湖メイプルカーリングクラブの本拠地となっている。
山中湖は1937年1月17日に現在のカーリング日本選手権の第1回大会が開かれたという記録が残っており、日本国内におけるカーリング発祥の地とも言われている。

### 所在地
山梨県南都留郡山中湖村山中三本柏木293-18

### アクセス
- 富士急バス「山中湖郵便局入口」及び「観光船のりば」下車何れも徒歩約20分。
- 富士急バス「TBS寮前」下車徒歩約19分。